# 阿拉斯加購地
阿拉斯加購地（英語：Alaska Purchase），是指1867年美國政府從帝俄政府購買俄属美洲（即今日的美國阿拉斯加州）的事件。此次的領土買賣由時任美國國務卿威廉·H·蘇厄德主持。美國政府購買了阿拉斯加之後，其成為全國最大的一級行政區。

## 背景及概述

沙皇批准出售阿拉斯加文件。

1741年，俄罗斯探险家白令第一次发现阿拉斯加，而阿拉斯加很快就併入俄国的控制之下，成為俄屬北美殖民地。阿拉斯加位于北美大陆西北端，由於人烟稀少，多年来阿拉斯加没有为俄国带来任何贡献，反倒增加驻军經費。1853年到1856年，俄罗斯帝国在克里米亚战争中被英國和法國联军击敗，国库空虛；一方面，克里米亚战争中，阿拉斯加隔白令海峽的堪察加半島上的堪察加彼得罗巴甫洛夫斯克遭英法联军圍攻。另一方面，由於英國進一步加強在北美殖民地的發展，特別是在西部的英屬哥倫比亞，令俄國擔心日後最終會戰敗而失去這個易攻難守的阿拉斯加。俄国希望拉攏美国以牽制日漸強大的英国的擴張。因此之故，考慮到國家安全及戰略考慮，俄國於1859年首次向美國提議賣出阿拉斯加，以圖制衡英國。可是由於美國正值發生南北戰爭，因此令計畫告吹。
後來北方的林肯政府勝出，沙皇亞歷山大二世指示時任首相再就阿拉斯加的買賣和美國國務卿威廉·H·苏厄德談判。談判由1867年3月初開始，並最終於1867年3月30日凌晨四時成交。双方终于以700万美元外加20万美元手续费成交，平均每英亩土块仅值兩美分。而買賣的條約亦在1867年4月9日在美國參議院以37票支持，2票反對的情況下獲得通過。

## 参议院辩论
显而易见，参议院不会在3月30日休会前讨论这一条约，苏厄德说服安德鲁·约翰逊总统呼吁参议院在第二天召开特别会议。许多共和党人嘲笑“苏厄德的愚蠢”（Seward's Folly）或「西華德的大冰箱」（Seward's icebox），虽然他们的批评更多的是基于他们对约翰逊和约翰逊的政治盟友苏厄德的敌意，而不是购买阿拉斯加将会带来的好处。然而，苏厄德展开了一场轰轰烈烈的运动，并且在参议院外交关系委员会主席查尔斯·萨姆纳的支持下，在4月9日以37-2的投票结果赢得了该条约的批准。
有一年多时间，由于国会与约翰逊总统关系恶化，众议院拒绝拨出必要的资金。但在1868年6月，约翰逊总统的弹劾审判结束后，Stoeckl和苏厄德重提了阿拉斯加购买的议题。众议院终于以113-48的投票在1868年7月批准拨款。
1868年8月1日，里格斯银行（现PNC银行）兑现了给俄国外交部的国库支票，完成了美国对阿拉斯加的购买。

## 購地
通过卡修斯·马塞勒斯克莱的协商，美国1867年购买获得了面积为得克萨斯州的两倍大的阿拉斯加，但直到1896年的克朗代克淘金熱後，阿拉斯加才开始被看作是美国领土有戰略价值的一部分。
参议员萨姆纳曾告知国家，俄罗斯估计阿拉斯加大约有2500名俄罗斯人和混血人种，8000名原住民。总共在俄罗斯动物毛皮公司直接管辖下的有约10000人，在其管辖范围之外可能有5万因纽特人和阿拉斯加原住民。这些俄国人定居在23个交易点，分布在各个岛屿和沿海点。在较小的站点，只有四五个俄罗斯人驻扎着收集当地人皮草，储存着等待运输公司的船抵达取货。有两个较大的城镇，新天使，现在被命名为锡特卡，成立于1804年，经营着收入不菲的海獭皮贸易，在1867年已经有116小木屋和968个居民。在普里比洛夫群岛的圣保罗有100户人家283人，是海狗行业的中心。

## 交接仪式
交接仪式于1867年10月18日，在锡特卡进行。俄罗斯和美国士兵在总督府前游行；俄罗斯国旗降下，美国国旗在响亮的火炮中升起。
对此事件的一个颇为幽默的描述六年后在芬兰出版，是一个到锡特卡才两年的名叫Ahllund的铁匠所写。
“我们在锡特卡还没待几个星期时，有两个大的蒸汽轮船抵达，带来的东西属于美国。几天后，新总督也与他的士兵们一起乘船抵达。俄罗斯总督的木制两层豪宅坐落在一个小山崗上，院子里的一根高大桅杆上，飘扬着俄罗斯的国旗，中间有着双头鹰标志。当然，这个标志现在已经让位给了充满条纹和星星的美国国旗。在某一天下午，一群来自美国船舶上的士兵，由一个举着国旗的人带领，踏着庄严的步伐，但无伴奏的来到总督府。俄军已经在排队等待美国人。现在他们开始拉‘俄罗斯双头老鹰’下来，但是不知他是怎么了，只是下来一点点，然后它的爪子竟纠缠在桅杆周围，使它无法被进一步拉下。因此，一名俄罗斯士兵被责令爬上桅杆，并解开它，但似乎那只鹰在他的手上施了一个法术，因为他无法到达旗帜所在的高度就中途滑落了下来。下一个士兵也没能成功，到第三个士兵才如愿的把那只不情愿的‘鹰’带到了地上。旗帜被带下来的同时，音乐响起，海岸边发射了大炮。然后，当其它旗帜降下来时，美国人从船上又同样多次的发射大炮。然后，美国士兵取代了俄罗斯士兵，接管了克洛斯村周围围栏的大门。”
结束完成了关于更换旗帜的事务后，阿列克谢中校宣布将阿拉斯加转交给美国，成为其领土的一部分。洛弗尔卢梭将军接受了领土。当地的堡垒，碉堡和木屋被移交给美国人，军队接管了军营，杰斐逊 C.戴维斯将军在总督府成立了他的住所。大多数俄罗斯公民返回俄國本土，只有一些商人和牧师选择留下。

## 后续
转让后，锡特卡的俄罗斯公民的数量保持在一定数量，但很快他们几乎都决定返回到俄罗斯，因为那时仍由美国的公司承担费用。Ahllund告诉我们“移交仪式的其它各项完成之后，许多的俄罗斯和克里奥尔人骇然感到被排斥，各种失业，通缉。”Ahllund给出了一个生动的画面，让我们知道当时的锡特卡在美国统治下的平民的生活是什么样子，它有助于解释为什么当时几乎没有任何俄罗斯人想待在那里。此外，Ahllund的文章，是已知的唯一描述返航的名为翌舰的船只是如何运送俄罗斯人回到他们的祖国的，“过度拥挤的船只，在每个港口喝得醉熏熏的咆哮醉着的船员，绝对是一个难忘的航程。”Ahllund提到他们的船只停靠了夏威夷群岛，塔希提岛，巴西，伦敦，最后停在港口喀琅施塔得，并于1869年8月28日抵达圣彼得堡。

## 评价及影响
起初美国人對此事以嘲諷甚多，畢竟阿拉斯加是個荒涼的冰雪之地，但隨著時間發展，舆论普遍对这次購地给予了积极的评价，因为大多数评论认为，美国可能会从购买中获得巨大的经济利益。其次与俄罗斯之间的友谊是重要的。而且这还有利于日后获取英属哥伦比亚。
历史学家埃利斯·帕克森·奥博霍茨总结了少数反对购买的意见：
“有人说，我们已经背负着大面积没有人口去填补的领土。共和国目前边界内的印第安人已经让我们在治理方面捉襟见肘。难道我们现在还要睁着眼睛，增加这类原住民的数量来给自己带来更大的麻烦么？收购价格是小，管理年费，民用和军用费，将会持续增长。我们所要购买的土地和美国本土联系并不紧密，而是有着可能会引起不便和危险的距离。阿拉斯加購地的条约是秘密准备的，并在清晨一时许签订，这是在夜间进行的一个黑暗交易。《纽约世界》认为这片土地是一个被吸干的橙子。那里除了毛皮动物一无所有，而且那些动物都快被捕杀绝迹了。除了阿留申群岛和沿着南部海岸延伸的一块狭长的土地，这里将是不值得成为一件礼物的。除非能够发现黄金，不然这里只是冰冻的荒野。”
虽然当时有一些批评，“阿拉斯加購地”最终的经济价值是美国所付出的许多倍。这片土地原来蕴有丰富的资源（包括黄金、铜、石油、天然气等），而且渔业资源极为富饶。當然野生動物資源也是重要的保育對象，對阿拉斯加的開發仍然有所控制，保護了大片原始地貌。
此外，如果說經濟價值的回報還算可以的話，美国在北极地缘政治、全球军事战略方面的获益更加不可估量，美国由此可以顺理成章的成为日后的北極理事會成员国、享受北极国家主权权利，而且美国船只（尤其是美国海军）的航运自由也得到了保证或加强。
現今，許多航空公司還藉由阿拉斯加的機場從亞洲飛往美國東岸，這比直飛還節省很多飛行時間與燃料。阿拉斯加還有目前最大的國家導彈防禦系統防禦基地，部署大量先進科技雷達、衛星控制站，可以控制所有美軍陸海空和太空的飛彈攔截裝備。俄罗斯等于把一块丰硕无比的大蛋糕以极低的代价拱手让给了美国，當然對於那時代而言，俄屬北美的價值主要還是牽制英國的威脅為主，但此事從此成為了美國取代英國，漸漸成為海權大國地位的前奏，是歷史上最划算的一筆土地交易。

## 阿拉斯加日
阿拉斯加日是为了庆祝阿拉斯加正式从俄罗斯移交到美国的，那天是1867年10月18日。1867年10月18日是公历日，取代了俄罗斯在阿拉斯加所使用的儒略历。到了每年的10月18日阿拉斯加日将会举行各种各样的庆祝活动，在锡特卡，所有的学校学生都会提早下课，许多企业和店家会歇业一天，届时还会举行各种各样的活动，如游行和升国旗表演等。

## 相关文艺作品
《事关荣誉》由杰弗里·阿彻创作的间谍小说，在其中阿拉斯加購地是一个重要的情节元素。